# Elena Lucchini
Elena Lucchini (Voghera, 1º aprile 1984) è una politica italiana, dall'11 novembre 2022 assessore alla famiglia, solidarietà sociale, disabilità e alle pari opportunità della Regione Lombardia.

## Biografia
Nata a Voghera (Pavia), dove vive tuttora, dopo aver conseguito il diploma da perito agrario all'Istituto tecnico agrario statale Carlo Gallini, si laurea in scienze biologiche e biomediche all'Università di Pavia, con tesi in lingua inglese “PP3 Protein” la cui stesura è stata realizzata in Danimarca, durante un progetto di studi all’INCUBA Science Park, dipartimento di ricerca dell'Università di Aarhus.

### Attività politica
Dopo dieci anni di militanza nella Lega Nord, nel 2016 diventa la prima segretaria cittadina donna del partito a Voghera.
Alle elezioni politiche del 2018 viene candidata alla Camera dei deputati sia nel collegio uninominale Lombardia 4 - 01 (Vigevano), sostenuta dalla coalizione di centro-destra, che tra le liste della Lega - Salvini Premier in 5 collegi plurinominali, risultando eletta deputata nell'uninominale col 51,12% dei voti, la candidata, e superando con più del doppio i candidati del Movimento 5 Stelle Elena Modini (22,34%) e del centro-sinistra Emanuela Marchiafava (20,51%). Nella XVIII legislatura della Repubblica è stata componente e capogruppo per la Lega nella 8ª Commissione Ambiente, Territorio e Lavori pubblici, presentando 379 progetti di legge e 678 atti di indirizzo e controllo.
Alle elezioni comunali in Lombardia del 2020 si candida al consiglio comunale di Voghera, come capolista della Lega Salvini Lombardia a sostegno del candidato sindaco di centro-destra Paola Garlaschelli, venendo eletta consigliera comunale come la più votata con 755 preferenze e segnando un record storico di preferenze per un candidato al consiglio comunale nella città iriense.
Nel 2021 viene nominata responsabile del dipartimento Tutela della biodiversità e Benessere animale della Lega in Lombardia.
Terminata l'esperienza in Parlamento, l'11 novembre 2022 viene nominata assessore con deleghe alle politiche per la famiglia, genitorialità, fattore famiglia, promozione della natalità, pari opportunità, welfare aziendale, tutela dei minori e contrasto al cyberbullismo, conciliazione vita-lavoro, politiche di inclusione, fragilità sociale e disabilità, associazionismo e volontariato, filiera 0-6 anni e terzo settore nell'ambito sociale nella giunta regionale della Lombardia presieduta dal leghista Attilio Fontana, in sostituzione di Alessandra Locatelli (a sua volta nominata ministro per le disabilità nel governo Meloni).
Alle elezioni regionali in Lombardia del 2023 si candida con la Lega, a sostegno del presidente uscente Fontana, venendo eletta nel collegio di Pavia con 7.680 preferenze in consiglio regionale della Lombardia, risultando la leghista più votata in Lombardia e la candidata più votata nella provincia in assoluto. Successivamente, con la rielezione di Fontana a presidente, viene confermata assessore con le stesse deleghe.
Alle elezioni europee del 2024 si candida al Parlamento europeo, tra le liste della Lega Salvini Premier nella circoscrizione Italia nord-occidentale , raccogliendo 9.799 preferenze ma posizionandosi in settima posizione e risultando non eletta.

## Vita privata
Ha un compagno: Giovanni Palli, anch'egli membro della Lega, dal 2019 sindaco di Varzi e del 2021 presidente della Provincia di Pavia.